# برج هيبريون
برج هيبريون Hyperion Tower (ويعرف أيضاً بأبراج هيبريون موكدونغ) هو عبارة عن مجموعة من ثلاثة بنايات تقع في قسم يانغتشيون غو في مدينة سيول في  كوريا الجنوبية.
اكتمل بناؤه عام 2003. وأطول مبنى وهو المبنى إيه، الذي يتكون من 69 طابقاً ويبلغ ارتفاعه 256 متراً، مما يجعله أطول ثاني أطول مبنى في سيول ورقم 214 على مستوى العالم.
وتستخدم الأبراج كوحدات سكنية. والمبنى إيه هو رقم 19 بين أطول المباني السكنية في العالم.
أسفل هذا المبنى يقع متجر هيونداي، وهو سلسلة متاجر راقية في كوريا الجنوبية.